# 江差線
江差線（日语：／ Esashi sen */?）曾經是一條連結北海道函館市的五稜郭站與檜山郡江差町的江差站，屬於北海道旅客鐵道（JR北海道）的鐵路線（地方交通線）。

## 概要
根據輕便鐵道法而計劃，1913年（大正2年）9月15日以「上磯輕便線」開業，來往五稜郭站－上磯站間的鐵路（實際軌距是1,067毫米），1930年（昭和5年）至1936年（昭和11年）依次延長至檜山郡江差町的江差站，是改正鐵道敷設法別表第129號前段規定的預定線（「渡島國由上磯起途經木古內至江差的鐵道」）。1936年（昭和11年）11月10日開通至江差站，成為江差線。
此線是將檜山的木材與海產等運送的貨物輸送手段之一，也連結了檜山與函館的居民。但因1980年代起停止貨運，且旅客逐年減少，於2014年5月12日起停駛並廢止江差站至木古內站路段，改以公車行駛維持交通需求。
五稜郭站－木古內站間因海峽線通車而於1988年3月啟用電氣化，伴隨2016年（平成28年）3月26日北海道新幹線新青森站－新函館北斗站間的開業經營移管到第三部門鐵道的道南漁火鐵道，改名為道南漁火鐵道線。此線是因為新幹線的並行在來線而轉型為第三部門鐵道之第一條地方交通線。

## 路線資料
全線由JR北海道函館支社管轄。

### 道南漁火鐵道移管前
- 管轄、路線距離（營業距離）：五稜郭站－木古內站間 37.8公里[1][2]
- 軌距：1,067毫米（窄軌）
- 站數：13個（包括起終點站）
  - 旅客站：12個
  - 貨物站：1個
  - 信號場數：1個
    - 若只限屬於江差線的車站，排除起點的五稜郭站、函館貨物站（屬於函館本線[4]），旅客站只有11個。
- 複線路段：沒有（全線單線）
- 電氣化路段：全線、交流電20,000 V、50 Hz
- 閉塞方式：單線自動閉塞式
- 可進行交會的車站參見「車站列表」一節。
- 最高速度：100公里/小時

### 一部分路段廢除前
- 管轄、路線距離（營業距離）：五稜郭站－江差站間 79.9公里
- 站數：22個（包括起終點站）
  - 旅客站：21個
  - 貨物站：1個
  - 信號場：1個
    - 若只限屬於江差線的車站，排除起點的五稜郭站、函館貨物站（屬於函館本線[4]），旅客站只有20個。
- 複線路段：沒有（全線單線）
  - 木古內站起往江差方向的分岔點路段與海峽線的下行線共用
- 電氣化路段：五稜郭站－木古內站間（交流電20,000 V、50 Hz）
- 閉塞方式：
  - 五稜郭站－木古內站間 單線自動閉塞式
  - 木古內站－湯之岱站間 特殊自動閉塞式（軌道回路檢知式）
  - 湯之岱站－江差站間 Staff閉塞式
- 可進行交會的車站參見「車站列表」一節。
- 最高速度：
  - 五稜郭站－木古內站間 100公里/小時
  - 木古內站－江差站間 65公里/小時
- 最大坡度：25 ‰（吉堀站－神明站間等）
- 最小曲線半徑：160公尺

### 年表
- 1913年（大正2年）9月15日 上磯輕便線啟用，路線為五稜郭 - 上磯，長5.4英里，新設久根別車站及上磯車站。
- 1922年（大正11年）9月2日 改稱為上磯線
- 1926年（大正15年）6月21日 新設七重濱車站
- 1930年（昭和5年）
  - 4月1日 營業距離單位改用公里。（五稜郭 - 上磯之間5.4英里→8.8公里）
  - 10月25日 延長路線至木古內車站（五稜郭 - 木古內車站，延長了29公里）。新設茂邊地車站、渡島當別車站、下真谷車站、泉澤車站、札苅車站、木古內車站
- 1932年（昭和7年）7月22日 七重濱 - 久根別之間新設新七重濱臨時乘降場。
- 1935年（昭和10年）12月10日 延長路線至湯之岱（五稜郭 - 湯之岱，延長了21.4公里）。新設吉堀車站、湯之岱車站
- 1936年（昭和11年）11月10日 延長路線至江差間（五稜郭 - 江差，延長了20.7公里）。同時改稱為江差線。新設桂岡車站、上之國車站、江差車站。
- 1937年（昭和12年）8月16日 停用新七重濱臨時乘降場。
- 1955年（昭和30年）3月5日 新設中須田車站。
- 1956年（昭和31年）10月1日 新設清川口車站。
- 1957年（昭和32年）1月25日 新設神明車站。
- 1960年（昭和35年）10月1日 函館 - 江差之間的準急列車「江差」開始營運。
- 1963年（昭和38年）12月1日 函館 - 江差之間的準急列車「奧尻」・「富山」，以及函館 - 松前（松前線）之間運行的「松前」開始營運。
- 1964年（昭和39年）12月30日 新設宮越車站。
- 1966年（昭和41年）10月1日 所有函館 - 江差之間的準急列車統一稱為「江差」。
- 1968年（昭和43年）10月1日 「江差」及「松前」之準急列車升級為急行列車。
- 1972年（昭和47年）3月15日 減少一班「江差」列車。最後只有二班來回列車營運。
- 1973年（昭和48年）10月1日 減少一班「江差」列車。最後只有二班往函館列車，一班往江差列車營運。
- 1980年（昭和55年）
  - 10月1日 「江差」及「松前」列車停運。因為為了準確海峽線開通時，由北海道至本州連絡列車的設定。
  - 「江差」停運前的停車站：函館車站 - 上磯車站 - 木古內車站 - 上之國車站 - 江差車站
- 1982年（昭和57年）11月15日 上磯 - 江差之間的貨運營運停止。
- 1985年（昭和60年）3月14日 五稜郭 - 上磯之間的貨運營運停止。
- 1986年（昭和61年）11月1日 新設東久根別臨時乘降場。
  - 由1986年至1998年之間，函館 - 上磯之間的區間列車（普通列車）一律稱為「激發號」
- 1987年（昭和62年）
  - 4月1日 在國鐵分割民營化下，由北海道旅客鐵道繼乘業務。東久根別臨時乘降場升級為東久根別車站。
  - 4月 五稜郭 - 木古內之間自動閉塞化（同時也CTC化）
- 1988年（昭和63年）
  - 2月 木古內 - 湯之岱之間特殊自動閉塞化（CTC化）。湯之岱 - 江差之間員工閉塞化。
  - 3月13日 海峽線啟用。五稜郭 - 木古內之間電氣化。同時，日本貨物鐵道之第2種鐵道事業開始（五稜郭 - 木古內）。
- 1990年（平成2年）7月1日 上磯 - 茂邊地之間新設矢不來號誌站。
- 1999年（平成11年）12月 湯之岱 - 江差之間開始試驗COMBAT（伯里斯式列車檢知形閉塞装置）（試驗至2003年3月）
- 2014年（平成26年）5月12日 木古內 - 江差之間廢線，改由函館巴士營運替代巴士路線。
- 2016年（平成28年）3月26日 因應北海道新幹線通車，本路線移交至第三部門鐵路業者道南漁火鐵道營運，更名為道南漁火鐵道線。

### 過去使用的車輛
- 電車
  - 789系：特急「超级白鳥」
  - 785系：特急「超级白鳥」
  - 485系：特急「白鳥」
- 柴油車
  - KiHa40系：普通列車
- 客車
  - 14系、24系：急行玫瑰號列車（はまなす）
  - E26系：卧铺特急「仙后座」
  - 24系：卧铺特急「北斗星」・「Twilight Express」
- 機車
  - ED79形：卧铺列車和貨物列車等牵引用。
  - EH500形：只用于貨物列車的牽引。
  - EH800型：只用于貨物列車的牽引。

## 車站列表
為方便起見，五稜郭側的旅客列車直通的函館站路段也一併記載。
- ◆：貨物處理站
- 停靠站
  - 普通…基本上停靠所有旅客站，有一部分列車通過▽的車站。
  - 廢除直前的優等列車（晝行）的停靠站參見「超級白鳥號列車」。夜行列車在江差線內不上下客，故沒有停靠站。
  - 函館站－木古內站間以江差線廢除為準（2016年3月25日），木古內站－江差站間以部分廢除（2014年5月12日）時為準記載。
- 軌道（江差線內全線單線） … ◇、∨：可進行列車交會，｜：不可進行列車交會，∥：複線（函館本線內）
- 所有車站都位於北海道內

| 路線名稱 | 愛稱       | 電氣化／非電氣化 | 車站編號           | 中文站名       | 日文站名 | 英文站名 | 站間營業距離 | 五稜郭起計的 營業距離                                                             | 接續路線                                                                                     | 軌道   | 所在地   | 所在地 | 所在地 |
| -------- | ---------- | ---------------- | ------------------ | -------------- | -------- | -------- | ------------ | --------------------------------------------------------------------------------- | -------------------------------------------------------------------------------------------- | ------ | -------- | ------ | ------ |
| 函館本線 | 津輕海峽線 | 交流電           | H75                | 函館           |          |          | -            | 3.4                                                                               | 北海道旅客鐵道：青函航路（1988年3月13日廢除） 函館市電：本線、大森線 …函館站前停留場（DY17） | ∥      | 渡島管內 | 函館市 | 函館市 |
| 函館本線 | 津輕海峽線 | 交流電           |                    | （貨）函館貨物 |          | /        | 3.4          | 0.0                                                                               |                                                                                              | ∨      | 渡島管內 | 函館市 | 函館市 |
| 函館本線 | 津輕海峽線 | 交流電           | H74                | 五稜郭         |          |          | 3.4          | 0.0                                                                               | 北海道旅客鐵道：函館本線（長萬部方向） 函館市電：本線…五稜郭站前停留場（1978年11月1日廢除）  | ∨      | 渡島管內 | 函館市 | 函館市 |
| 江差線   | 津輕海峽線 | 交流電           | H74                | 五稜郭         |          |          | 3.4          | 0.0                                                                               | 北海道旅客鐵道：函館本線（長萬部方向） 函館市電：本線…五稜郭站前停留場（1978年11月1日廢除）  | ∨      | 渡島管內 | 函館市 | 函館市 |
|          | 津輕海峽線 | 交流電           | 七重濱             |                |          | 2.7      | 2.7          |                                                                                   | ◇                                                                                            | 北斗市 | 北斗市   |        |        |
|          | 津輕海峽線 | 交流電           | 新七重濱臨時乘降場 |                | /        | -        | 3.7          | 1937年8月16日廢除                                                                 | ｜                                                                                           | 北斗市 | 北斗市   |        |        |
|          | 津輕海峽線 | 交流電           | 東久根別           |                |          | 2.6      | 5.3          |                                                                                   | ｜                                                                                           | 北斗市 | 北斗市   |        |        |
|          | 津輕海峽線 | 交流電           | 久根別             |                |          | 1.2      | 6.5          |                                                                                   | ◇                                                                                            | 北斗市 | 北斗市   |        |        |
|          | 津輕海峽線 | 交流電           | 清川口             |                |          | 1.1      | 7.6          |                                                                                   | ｜                                                                                           | 北斗市 | 北斗市   |        |        |
|          | 津輕海峽線 | 交流電           | 上磯               |                |          | 1.2      | 8.8          | 日本水泥：上磯鐵道（1989年廢除）                                                  | ◇                                                                                            | 北斗市 | 北斗市   |        |        |
|          | 津輕海峽線 | 交流電           | 矢不來信號場       |                | /        | -        | 14.3         |                                                                                   | ◇                                                                                            | 北斗市 | 北斗市   |        |        |
|          | 津輕海峽線 | 交流電           | 茂邊地             |                |          | 8.8      | 17.6         |                                                                                   | ◇                                                                                            | 北斗市 | 北斗市   |        |        |
|          | 津輕海峽線 | 交流電           | 渡島當別           |                |          | 5.0      | 22.6         |                                                                                   | ◇                                                                                            | 北斗市 | 北斗市   |        |        |
|          | 津輕海峽線 | 交流電           | 釜谷               |                |          | 4.9      | 27.5         |                                                                                   | ◇                                                                                            | 上磯郡 | 木古內町 |        |        |
|          | 津輕海峽線 | 交流電           | 泉澤               |                |          | 3.1      | 30.6         |                                                                                   | ◇                                                                                            | 上磯郡 | 木古內町 |        |        |
|          | 津輕海峽線 | 交流電           | 札苅               |                |          | 3.4      | 34.0         |                                                                                   | ◇                                                                                            | 上磯郡 | 木古內町 |        |        |
|          | 津輕海峽線 | 交流電           | 木古內             |                |          | 3.8      | 37.8         | 北海道旅客鐵道：海峽線（津輕海峽線）（直通至函館方向） 松前線（1988年2月1日廢除） | ◇                                                                                            | 上磯郡 | 木古內町 |        |        |
|          | 非電氣化   |                  | 渡島鶴岡▽          |                |          | 2.3      | 40.1         |                                                                                   | ｜                                                                                           | 上磯郡 | 木古內町 |        |        |
|          | 非電氣化   | 吉堀▽            |                    |                | 3.1      | 43.2     |              | ｜                                                                                |                                                                                              | 上磯郡 | 木古內町 |        |        |
|          | 非電氣化   | 神明▽            |                    |                | 13.2     | 56.4     |              | ｜                                                                                | 檜山管內                                                                                     | 檜山郡 | 上之國町 |        |        |
|          | 非電氣化   | 湯之岱           |                    |                | 2.8      | 59.2     |              | ◇                                                                                 | 檜山管內                                                                                     | 檜山郡 | 上之國町 |        |        |
|          | 非電氣化   | 宮越             |                    |                | 7.1      | 66.3     |              | ｜                                                                                | 檜山管內                                                                                     | 檜山郡 | 上之國町 |        |        |
|          | 非電氣化   | 桂岡             |                    |                | 2.2      | 68.5     |              | ｜                                                                                | 檜山管內                                                                                     | 檜山郡 | 上之國町 |        |        |
|          | 非電氣化   | 中須田           |                    |                | 2.1      | 70.6     |              | ｜                                                                                | 檜山管內                                                                                     | 檜山郡 | 上之國町 |        |        |
|          | 非電氣化   | 上之國           |                    |                | 3.2      | 73.8     |              | ｜                                                                                | 檜山管內                                                                                     | 檜山郡 | 上之國町 |        |        |
|          | 非電氣化   | 江差             |                    |                | 6.1      | 79.9     |              | ｜                                                                                | 檜山管內                                                                                     | 檜山郡 | 江差町   |        |        |

1. ↑  1986年11月1日－1987年3月31日是臨時乘降場。
2. ↑  工場作為太平洋水泥上磯工場繼續存在。
3. ↑  1948年－1955年3月4日是臨時乘降場。

## 並行道路

### 上磯 - 木古內之間
- 北海道道530號上磯停車場線
  - 北海道北斗市飯生2丁目（JR上磯車站前） - 北海道北斗市飯生2丁目（上磯車站前十字路口＝國道228號交點）之間
- 國道228號
  - 北海道北斗市飯生2丁目（北海道道530號上磯停車場線交點） - 北海道上磯郡木古內町字本町（＝北海道道5號江差木古內線交點）之間
- 北海道道5號江差木古內線
  - 北海道上磯郡上磯郡木古內町字本町（＝國道228號交點） - 北海道上磯郡木古內町本町（北海道道383號木古內停車場線交點）之間
- 北海道道383號木古內停車場線
  - 北海道上磯郡木古內町本町（北海道道5號江差木古內線交點） - 北海道上磯郡木古內町本町（江差線、海峡線木古內車站）之間

### 木古內 - 江差之間
- 北海道道383號木古內停車場線
  - 北海道上磯郡木古內町本町（江差線、海峡線木古內車站） - 北海道上磯郡木古內町本町（北海道道5號江差木古內線交點）之間
- 北海道道5號江差木古內線
  - 北海道上磯郡木古內町本町（北海道道383號木古內停車場線交點） - 北海道檜山郡江差町字中歌町（＝國道228號上、國道227號交點）之間

## 相關項目
- 日本鐵路線列表
- 天之川車站 - 湯之岱車站和宮越車站之間的鐵道站形狀建築物。

## 外部連結
- (PDF). 北海道旅客鉄道. （原始内容 (PDF)存档于2014-05-12）.